# Vilkaviškis (gemeente)
Vilkaviškis is een van de 60 Litouwse gemeenten, in het district Marijampolė.
De hoofdplaats is de gelijknamige stad Vilkaviškis. De gemeente telt 50.200 inwoners op een oppervlakte van 1259 km².

## Plaatsen in de gemeente
Plaatsen met inwonertal (2019):
- Vilkaviškis – 16091
- Kybartai – 5903
- Pilviškiai – 1291
- Virbalis – 1392
- Pajevonys – 398
- Stotis – 521
- Paežeriai – 569
- Vištytis – 711
- Giedriai – 429
- Dvarnieji – 391
- Klampuciai - 253